# Fahrprüfer
Der Fahrprüfer (in Deutschland: Fahrerlaubnisprüfer – Amtlich anerkannter Sachverständiger oder Prüfer für den Kraftfahrzeugverkehr) nimmt die theoretische und praktische Fahrerlaubnisprüfung zum Erwerb des Führerscheins/Fahrerlaubnis ab. In der Schweiz und in Liechtenstein übernimmt der Verkehrsexperte diese Rolle.

## Nationales

### Europa
Die Tätigkeit des Fahrprüfers wurde schon in der Richtlinie 91/439/EWG über den Führerschein (EU-Führerscheinrichtlinie, Abs. 11. Bewertung der Prüfung der Fähigkeiten und Verhaltensweisen) europaweit zumindest in Grundzügen einheitlich geregelt. Die Neufassung 2006/126/EG setzt Mindestanforderungen für den Zugang zum Beruf des Fahrprüfers und Anforderungen an die Ausbildung von Fahrprüfern (Präambel 18, Art. 10, und Anhang IV Mindestanforderungen an Personen, die praktische Fahrprüfungen abnehmen).
In der Praxis zeigte eine Untersuchung von 2009, dass das Mindestalter der Fahrerlaubnisprüfer zwischen 20 Jahren (Polen), 24 (Deutschland) und 28 Jahren (Niederlande) liegt. Außer in Großbritannien ist eine Mindestbildung festgelegt. Sie reicht von einer höheren Schulbildung/Lehramt (Belgien, Niederlande, Frankreich) bis zum Abschluss einer Technischen Hochschule/Fachhochschule (Deutschland, Österreich). Die erforderliche Fahrpraxis für Klasse B beträgt zwei Jahre in Portugal, Spanien und Deutschland, sieben Jahre in Belgien und zehn Jahre in den Niederlanden. Die Ausschlusskriterien, wie Verkehrsdelikte und Vorstrafen sind europaweit nicht einheitlich geregelt.
Zu den festgelegten Befähigungen gehören vielfältige Sachkenntnisse sowie ein respektvoller Umgang mit den Bewerbern und Fahrlehrern. Eine CIECA-Tagung in Deutschland erarbeitete Grundsätze für die Aus- und Fortbildung von Fahrerlaubnisprüfern. Im Anhang IV 4.2.5) ist weiterhin festgelegt:
- für Führerscheine der Klasse B (Anhang IV 2.1):
  - seit mindestens drei Jahren Inhaber eines Führerscheins der Klasse,
  - mindestens das 23. Lebensjahr vollendet
  - ein beruflicher Befähigungsnachweis für einen Abschluss der Stufe 3 (Grundausbildungsabschluss entsprechend 85/368/EWG)
  - darf nicht gleichzeitig als gewerblicher Fahrlehrer in einer Fahrschule tätig sein
- für die übrigen Klassen (Anhang IV 2.2):
  - Inhaber eines Führerscheins der betreffenden Klasse
  - drei Jahre Ausübung des Berufs des Fahrprüfers für Klasse B (also mindestens 27 Jahre alt)
  - und beruflicher Befähigungsnachweis und kein Fahrlehrer entsprechend wie oben

Dazu kommen Sonderregelungen diverser Klassen.
Die Staaten sind verpflichtet, Ausbildung, Qualitätssicherung und regelmäßige Weiterbildung zu regeln und betreiben.
Zur Harmonisierung wurde 1956 der Weltverband der Prüforganisationen  – CIECA – gegründet: Commission Internationale des Examens de Conduite Automobile (International Commission for Driver Testing). Ihr gehören heute neben vielen europäischen Staaten auch solche von Nordamerika, Nordafrika, Neuseeland, Israel, Tunesien, Südkorea, die Vereinigten Arabischen Emirate und andere an.

### Deutschland: Fahrerlaubnisprüfer
Fahrerlaubnisprüfer sind entweder:
- amtlich anerkannte Sachverständige (aaS),[Anm 1]
- amtlich anerkannte Sachverständige mit Teilbefugnis (aaSmT)[Anm 2] oder
- amtlich anerkannte Prüfer (aaP).[Anm 3]

Die Fahrerlaubnisprüfer sind angestellt bei der für den jeweiligen Prüfungsort zuständigen Technischen Prüfstelle. In den alten Bundesländern sind dies TÜV Nord, TÜV Rheinland und TÜV Süd (TÜV) und in den neuen Bundesländern der DEKRA e. V. Dresden. Ausnahme: Berlin. Dort sind beide Organisationen tätig. Bundesweit gibt es ca. 2500 Fahrprüfer, davon sind 98 % Männer. 1962 wurde Barbara Gödicke die erste Fahrprüferin Deutschlands.
Qualifikationsvoraussetzungen für die Tätigkeit als Fahrerlaubnisprüfer sind (abgesehen von den EU-Vorschriften):
- Mindestalter 24 Jahre,
- Fahrerlaubnis für Kraftfahrzeuge sämtlicher Klassen (außer Klasse D/DE, es sei denn, es sollen Fahrerlaubnisprüfungen in diesen Klassen durchgeführt werden),
- eineinhalbjährliche Tätigkeit als Ingenieur oder, wenn nur die Anerkennung als Prüfer beantragt wird, als Meister,
- eine Ausbildung von mindestens sechs Monaten in einer Technischen Prüfstelle für den Kraftfahrzeugverkehr,
- eine Anstellung bei einer Technischen Prüfstelle für den Kraftfahrzeugverkehr.[7]

### Österreich: Fahrprüfer
Geregelt ist der Beruf Fahrprüfer/in (teils auch Lenkerprüfer genannt) in den §§ 34a und 34b des Führerscheingesetzes (FSG), die Ausbildung in der Fahrprüfungsverordnung (FSG-PV, 2. Abschnitt: Fahrprüfer).
Per 19. Jänner 2013 wurden zuletzt die Vorschriften in Bezug auf deren Aus- und Weiterbildung umfassend reformiert. Seither sind die verpflichtende Grundausbildung, Prüfung und Weiterbildung sowie Audits vorgesehen. Damit wurde die 3. EU-Führerscheinrichtlinie vollständig umgesetzt.
Fahrprüfer „müssen EWR-Staatsbürger, vertrauenswürdig und für diese Begutachtung besonders geeignet sein“ (§ 34a Z. 1 Abs. 1 FSG) und unterliegen den allgemeinen Bestimmungen über Sachverständige (laut des § 128 KFG 1967). Speziellere Anforderungen (§ 34b FSG) sind über die EU-Richtlinie hinaus:
- für Klasse B und BE:
  - ein Mindestalter von 27 Jahren (de facto liegt das Alter in Österreich bei über etwa 37)[3]
  - ein in Österreich gültiges Reifeprüfungszeugnis (Matura und entsprechendes)
  - mindestens drei Jahre ununterbrochen eine Lenkberechtigung für die Klasse B und nicht mehr in der Probezeit (gemäß § 4 FSG) wie auch eine Lenkberechtigung BE
  - innerhalb der letzten drei Jahre vor der Bestellung kein Entzug der Lenkberechtigung (Delikte nach § 7 Abs. 3 FSG)
- für die anderen Klassen entsprechend zusätzlich eine mindestens fünfjährige Fahrpraxis mit Fahrzeugen der entsprechenden Klasse oder auf höherem Niveau

Fahrprüfer werden vom jeweiligen Landeshauptmann auf die Dauer von höchstens fünf Jahren bestellt (§ 34a Z. 1 Abs. 1 FSG). Aus- und Weiterbildung darf nur von der Bundesanstalt für Verkehr oder vom Landeshauptmann (in Ermächtigung) durchgeführt werden (§ 34a Z. 7 FSG). Basis der Praxis ist das Prüferhandbuch, das als Richtlinie in ganz Österreich anzuwenden ist, aufgrund der landesrechtlichen Bestimmung aber in Versionen für die einzelnen Bundesländer aufgelegt wird.
Abgenommen wird die Prüfung zum Fahrprüfer von der Fahrprüferkommission (§ 9 FSG-PV). Sie besteht aus „zwei besonders qualifizierten Fahrprüfern oder Sachverständigen“ (Fahrprüferprüfer) mit mindestens fünfjähriger Berufspraxis als Fahrprüfer.

## Organisation
Es gibt verschiedene Verbände, in denen Kfz-Sachverständige organisiert sind. Deren Mitglieder sind nach marktwirtschaftlichen Grundsätzen tätig.
Amtlich anerkannte Sachverständige oder Prüfer dagegen führen eine behördliche – staatsentlastende – Tätigkeit aus. Demzufolge ist eine Organisation in besonderen Verbänden nicht vorgesehen. Weltweit erfolgt die Fahrerlaubnisprüfung auch direkt durch Angehörige von Verkehrsbehörden.

### International
- International Commission for Driver Testing (CIECA, Commission Internationale des Examens de la Conduite Automobile)
- European Transport Training Association (EuroTra)
- American Association of Motor Vehicle Administrators (AAMVA, USA und Kanada)

### Deutschland
- Deutscher Verkehrssicherheitsrat (DVR) – CIECA-Mitglied
- Deutsche Gesellschaft für Verkehrspsychologie e. V. (DGVP) – CIECA-Mitglied
- Arbeitsgemeinschaft TÜV/DEKRA https://argetp21.de/ – CIECA-Mitglied

### Österreich
- Kuratorium für Verkehrssicherheit (KfV) – CIECA-Mitglied
- Hauptverband der allgemein beeideten und gerichtlich zertifizierten Sachverständigen Österreichs
- Vereinigung der steirischen Kfz-Sachverständigen[13]

### Schweiz
- Verband Freiberuflicher Fahrzeugsachverständiger Schweiz (VFFS), keine Fahrerlaubnisprüfungen